# 赛义德·齐亚丁·塔巴塔巴伊
赛义德·齐亚丁·塔巴塔巴伊（波斯語：سید ضیاءالدین طباطبایی，1888年—1969年8月29日），伊朗政治家、记者。曾领导1921年的不流血政变，后短暂出任首相。
塔巴塔巴伊出生于设拉子的一个神职人员家庭，在青年时代，他就已经思想激进，具有革命思想，是伊朗立宪革命的活跃分子。他创办了多份报纸，大胆发表抨击政府腐败无能的言论，遭到政府的打压。
第一次世界大战时期，以主编亲英的《雷声报》出名。后来他结识了当时著名的实权军官礼萨汗上校（1925年成为伊朗国王，巴列维王朝的开创者），两人十分投契，决心一起推翻腐朽的政权。1919年他率准外交使团与巴库的反共的俄国革命者谈判一项商业协定。回伊朗后参加民族主义秘密团体“钢委员会”，建立一个反共的政治家的联盟，策划政变。

1921年2月21日，礼萨汗从加兹温进军德黑兰，而塔巴塔巴伊则四处奔走进行政治宣传，鼓励政府官员与其合作，最终不流血革命成功。礼萨汗成为伊朗国家的实际掌权者，自任国防大臣兼武装部队总司令，而年仅33岁的塔巴塔巴伊则担任内阁首相。
作为激进改良主义者和亲英派人士，塔巴塔巴伊在出任首相期间实行激进政策，大力打击封建阶级、保守派和亲俄派，但是这些政策不仅得罪了许多既得利益者，也使礼萨汗有所顾虑，因此在仅仅三个多月后，同年6月4日在礼萨汗的默许下，艾哈迈德沙阿任命了别人为首相。
卸任首相后，塔巴塔巴伊流亡至巴勒斯坦，之后阿富汗政府曾打算聘请塔巴塔巴伊出任政府高级顾问，但遭到伊朗政府的强烈反对，因此只好放弃邀请。1941年9月礼萨汗退位后，他回到伊朗，1942年被选入伊朗议会，1943年建立亲英反共的民族意志党。1951年退出政治舞台。1969年因心脏病发在德黑兰逝世，享年80岁。